# Narodowy Kongres na rzecz Obrony Ludu

Flaga CNDP

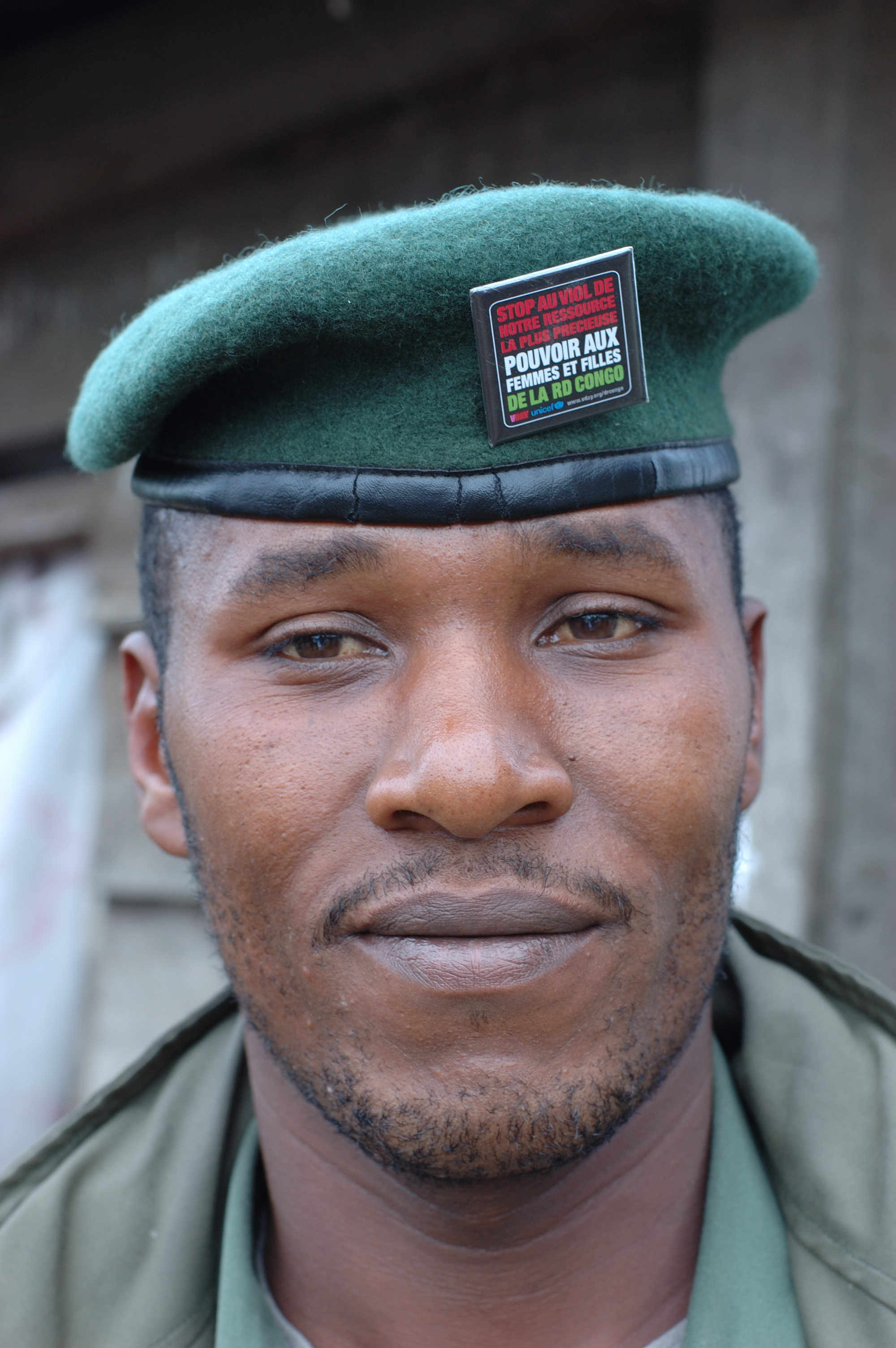
Bojownik CNDP w 2008

Narodowy Kongres na rzecz Obrony Ludu (ang.: National Congress for the Defence of the People, fr:  Congrès national pour la défense du peuple, CNDP) – kongijska organizacja rebeliancka założona w 2006 przez generała Larenta Nkundę przekształcona w 2009 w partię polityczną. Jako ugrupowanie partyzanckie, prowadziło walkę w prowincji Kiwu, aż do czasu pojmania dowódcy i podpisania pokoju z władzami Demokratycznej Republiki Konga. Po tym oddziały milicji weszły w skład wojska narodowego.

## Historia
W 2004 Laurent Nkunda awansował na stopień pułkownika. W tym samym roku wycofał się z armii i zaczął formować bojówki, którymi potem dowodził. W maju 2004 Laurent Nkunda przeprowadził selekcję do bojówek wśród członków plemiona Tutsi. Po zgłoszeniu się dużej liczby chętnych chłopów do wstąpienia w szeregi rebeliantów, Tutsi wymaszerowali na miasto Bukavu, które następnie zajęli. Tam dowódca rebeliantów Laurent Nkunda został oskarżony o ludobójstwo. Zbuntowany Nkunda wezwał do obalenia rządu ze względu na kwitnącą korupcję i rosnącą liczbę żołnierzy, którzy opuszczali szeregi armii rządowej. Konflikt miał też podłoże etniczne na linii Tutsi - Hutu.
W związku z tym 30 grudnia 2006 powołał organizację Narodowy Kongres na rzecz Obrony Ludu, która zrzeszała zbuntowanych żołnierzy i ochotników do walki z rządem. W 2007 pod dowództwem Nkundy było 8-8,5 tys. milicjantów. Oficjalnym celem organizacji  była obrona kongijskich Tutsich przed atakami bojówek Hutu. W rzeczywistości partyzanci grabili, mordowali i gwałcili z podobnym upodobaniem, jak ich przeciwnicy - i to nawet własnych pobratymców. Rekrutowali też do swych oddziałów dzieci i przemycali za granicę, głównie do Rwandy, diamenty, koltan oraz inne bogactwa wschodniego Konga. Po walkach z 2007, podczas których rebelianci nie osiągali zamierzonych celów, w obliczu coraz częstszych strat na przełomie 2007 i 2008 doszło do negocjacji pokojowych, w wyniku których 23 stycznia 2008 osiągnięto porozumienie pokojowe.
Jednakże w październiku 2008 Nkunda wznowił swoją rebelię. Przyczyną powtórnego buntu były działania rwandyjskich bojówek Demokratycznych Sił Wyzwolenia Rwandy (FDLR), których członkowie to byli żołnierze rwandyjskiej armii oraz członkowie paramilitarnych bojówek Interahamwe, odpowiedzialni za ludobójstwo dokonane w Rwandzie. Zdaniem Nkundy bojownicy Hutu prześladowali jego rodaków Banyamulenge (kongijski odłam plemienia Tutsi), a rząd nic nie robił by się temu przeciwstawić.
Po trzech miesiącach intensywnych walk, w styczniu 2009 Nkunada został pojmany i aresztowany w Rwandzie. Po tym wydarzeniu rebelianci z CNDP złożyli broń i przystąpili do rokowań. Porozumienie pokojowe podpisano 23 marca 2009 w Gomie, stolicy prowincji Północne Kivu. Na mocy postanowień pokojowych CNDP przekształciła się w partię polityczną, uwolniono więzionych bojowników, przyznano amnestię dla wszystkich eks-rebeliantów, a ochotników wcielono do armii narodowej.
Szefem sztabu wojskowego CNDP został Bosco Ntaganda. 23 marca 2012 w trzy lata od porozumień pokojowych z CNDP, generał Ntaganda zbuntował się i uformował Ruch 23 Marca. 4 kwietnia 2012 generał wraz z 300 żołnierzami zdezerterował i wszczął rebelię w prowincji Kiwu. Ruch Ntagandy spowodował trwającą 20 miesięcy rebelię, rozbitą w listopadzie 2013 przez wojska kongijskie i brygadę interwencyjną ONZ.